# Hendrie Krüzen
Hendrie Krüzen (ur. 25 listopada 1964 w Almelo) – holenderski piłkarz, który podczas kariery piłkarskiej grał na pozycji pomocnika.

## Kariera piłkarska
Krüzen przygodę z piłką zaczął jako młody chłopak. Grał w zespole z miasta, gdzie się urodził La Première. Przechodził po kolei szczebel trampkarzy oraz juniorów.
Na zawodową arenę międzynarodową trafił do miejscowego zespołu Heracles Almelo. Spędzając tam sześć sezonów został wypożyczony do FC Den Bosch. Następnie do PSV Eindhoven oraz ponownie do FC Den Bosch. Kolejnymi klubami w karierze Hendrie'go były zespoły z Belgii. Łącznie spędził tam ponad sześć sezonów. Pierwszym z nich było RFC Liège, a później KSV Waregem. Po dość długim okresie jakim spędził w Belgii trafił do macierzystego klubu. Ostatnim jego profesjonalnym zespołem był Go Ahead Eagles, w którym karierę skończył 6 maja 2000 przeciwko Haarlem (1:1).
W sezonie 2002/03 był asystentem trenera w zespole Heracles Almelo. Obecnie nie zajmuje się trenowaniem.
| Sezon     | Klub            | Kraj     | Rozgrywki                 | Mecze | Bramki |
| --------- | --------------- | -------- | ------------------------- | ----- | ------ |
| 1980/86   | Heracles Almelo | Holandia | Eerste divisie            | 152   | 25     |
| 1986/88   | FC Den Bosch    | Holandia | Eredivisie                | 67    | 6      |
| 1988/89   | PSV Eindhoven   | Holandia | Eredivisie                | 8     | 2      |
| 1988/89   | FC Den Bosch    | Holandia | Eredivisie                | 16    | 2      |
| 1989/91   | KV Kortrijk     | Belgia   | Eerste Klasse             | 56    | 15     |
| 1991/92   | RFC Liège       | Belgia   | Eerste Klasse             | 25    | 3      |
| 1992/95   | KSV Waregem     | Belgia   | Eerste Klasse             | 60    | 30     |
| 1994/96   | Heracles Almelo | Holandia | Eerste divisie            | 46    | 23     |
| 1995/97   | AZ Alkmaar      | Holandia | Eerste divisie/Eredivisie | 20    | 5      |
| 1997/2000 | Go Ahead Eagles | Holandia | Eerste divisie            | 106   | 20     |

## Kariera reprezentacyjna
Grał w niej tylko dwa lata. Zaczął w 16 września 1987 roku przeciwko Grecji (3:0), a skończył 6 września 1989 w potyczce z Danią (2:2). Wystąpił na Euro 1988, gdzie zdobył złoto. Podczas kariery reprezentacyjnej rozegrał pięć spotkań.